# Jānis Bebris
Jānis Bebris, né le 28 juillet 1917 et mort le 2 mai 1969 aux États-Unis, était un ancien footballeur letton.

## Biographie
En tant que gardien, Jānis Bebris fut international letton à 21 reprises (1935-1940) pour aucun but. Sa première sélection fut honorée contre la Lituanie, le 21 août 1935, dans le cadre de la Coupe des pays baltes de football, match se soldant par un match nul (2-2).
Il commença sa carrière à l'Union Riga (en), puis dans le club de Riga Vilki (en), avec qui il remporta la coupe de Lettonie en 1938. Puis en 1941, il joua au RDKA Riga mais il fut mobilisé par l'armée rouge, mais fut capturé par les nazis.
En 1946, il joua en Allemagne de l'Ouest, dans le club de TSV Schwaben Augsburg.
Il signe en 1948, au RC Strasbourg. Il joua en Division 1 jusqu'en 1950 avant de rejoindre le CEP Lorient pour trois saisons.

## Clubs
- 1933-1936 :  Union Riga (en)
- 1936-1940 :  Riga Vilki (en)
- 1940-1941 :  RDKA Riga
- 1946-1948 :  TSV Schwaben Augsburg
- 1948-1950 :  Racing Club de Strasbourg
- 1950-1953 :  CEP Lorient

## Palmarès
- Coupe de Lettonie de football
  - Vainqueur en 1938